# Східний вокзал (Москва)
55°48′10″ пн. ш. 37°44′47″ сх. д. / 55.80278° пн. ш. 37.74639° сх. д.
Східний вокзал (рос. Восточный вокзал) — пасажирський термінал у складі транспортно-пересадного вузла Черкізово, один з десяти залізничних вокзалів Москви, Росія. Вокзальний комплекс розташований на території районів Гольяново та Преображенське Східного адміністративного округу.
Східний вокзал відкрито 29 травня 2021 року. Найвіддаленіший від центру вокзал Москви та найменший за кількістю платформ та колій та єдиний, з якого не відправляються приміські поїзди.

## Розташування
Східний вокзал розташований у межах залізничної станції Черкізово Малого кільця Московської залізниці, разом зі станцією «Локомотив» МЦК, станцією метро «Черкізовська» Сокольницької лінії та зупинками громадського транспорту, що утворює єдиний транспортно-пересадковий вузол Черкізово.
Східний — транзитний вокзал для більшості поїздів, що прибувають та відправляються. Будівля вокзалу двоповерхова; прохід до головної платформи та до станції МЦК «Локомотив» розташований вздовж галереї з другого поверху. Плановий щоденний пасажиропотік становить близько 2500 осіб. Одноразове перебування на платформах мають можливість близько 200 пасажирів.
Будівля вокзалу має два виходи: один у бік вулиці Амурської, другий у напрямку станції метро «Черкізовська» та стадіону «РЖД Арена». Пересадка на станція метро «Черкізовську» та станцію МЦК «Локомотив» через наземний перехід.

## Пасажирське сполучення
29 травня 2021 року були запущені регулярні міжміські та швидкісні поїзди, в тому числі транзитні через Москву. Першим поїздом, що відкрив рух поїздів на Східному вокзалі був швидкий поїзд № 82 сполученням Бєлгород — Санкт-Петербург.
Східний вокзал — кінцева зупинка поїздів «Ласточка» за маршрутом Москва — Іваново, Москва — Нижній Новгород та швидкісного поїзда «Стриж» Нижній Новгород — Москва.

## Пересадки
- «Черкізовська»
- «Локомотив»
- Автобуси: 34, 34к, 52, 171, 230, 372, 449, 469, 552, 716, 974, т32, т41, т83, н15